# Neftejuganskij rajon
Il Neftejuganskij rajon è un rajon (distretto) del Circondario Autonomo degli Chanty-Mansi-Jugra, nella Russia siberiana.